# Othem
Othem is een plaats in de gemeente, landschap en eiland Gotland en de provincie Gotlands län in Zweden. De plaats heeft 79 inwoners (2005) en een oppervlakte van 31 hectare.

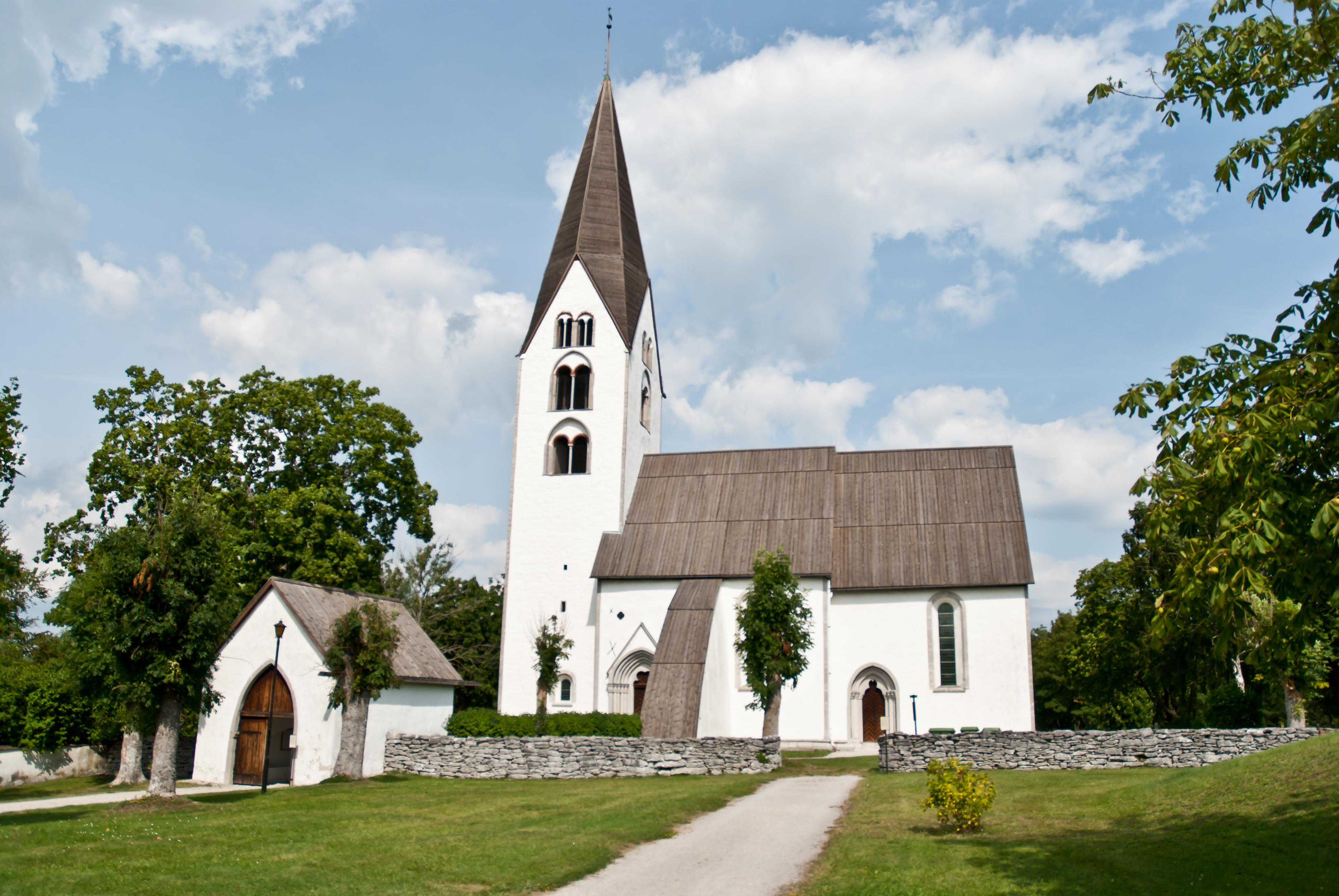
Kerk